# Cathal Ruadh mac Taidhg
Cathal Ruadh mac Taidhg  (mort le 30 mars 1465) est le 3e Chef de la lignée des Ua Conchobhair Ruadh et un  anti-roi de Connacht de 1464 à 1465.

## Origine
Cathal Ruadh mac Taidhg  est le fils cadet de Tadg mac Toirdhealbhaigh Ruaidh.

## Règne
Après la mort en 1464 de Tadg mac Toirdhealbhaigh Ruaidh  co-roi de Connacht depuis 1439 la lignée de Aodh mac Feidhlimidh c'est-à-dire les « Ua Conchobhair Ruadh »  demeure pendant une longue période sans qu'aucun de ses membres n'accepte de céder la prééminence à un autre. 
Finalement, la paix entre les fils de Tadgh mac Toirdhealbhaigh et leur parenté les Ua Conchobhair Ruadh se rompt , les fils de Toirdhelbhach Ruadh Ua Conchobair et Brian mac Briain Bhallaigh, se liguent contre les fils de Tagdh mac Toirdhealbhaigh et la postérité de son frère Feidlimidh Cléireach († 1411). Les fils de Toirdealbach et ceux de Brian Ballach avec leur Gallowglass et leurs guerriers irlandais lancent une attaque  sur Nadnaveagh. De nombreux hommes et chevaux des deux parties sont blessés dans le combat sur la route de Doonard et c'est dans ces circonstances que Cathal Ruadh est tué par « les frères de son père et ceux de sa mère  », le dernier jour de mars, samedi avant les Dimanche des Rameaux. Son frère aîné Feidhlimidh Fionn mac Taidhg lui succède dans ses prétentions au titre d'« Ua Conchobhair ».

## Sources
- (en) T.W Moody, F.X. Martin et F.J. Byrne, A New History of Ireland IX Maps, Genealogies, Lists. A companion to Irish History part II, Oxford, Oxford University Press, 2011, 690 p. (ISBN 978-0-19-959306-4).
- (en) Art Cosgrove, A New History of Irland, Volume II  Medieval Ireland 1169-1534, Oxford, Oxford University Press, 2008, 1066 p. (ISBN 978-0-19-953970-3), p. 576-579 chapitre XX Ireland beyond Pale 1399-1460 :   Connacht: O’ Conchobhair Donn versus O’ Conchobhair Ruadh